# 汉斯·内斯
汉斯·内斯（挪威語：Hans Næss，1886年11月3日—1958年12月10日），挪威男子帆船运动员。他曾代表挪威参加1920年夏季奥林匹克运动会帆船比赛，获得一枚金牌。他于1958年在卑尔根去世。